# 东城区西堂子胡同25-37号四合院
西堂子胡同25-37号四合院由多组院落组成的中型四合院建筑群，25号院是三进院落，曾为清末重臣左宗棠所有。三十年代，画家傅雪斋购入，在此居住。1990年入选第四批北京市文物保护单位。